# جهود تغيير التوجه الجنسي
جهود تغيير التوجه الجنسي هي عمليات تهدف إلى تغيير التوجه الجنسي أو الميل الجنسي، وغالباً تهدف إلى تغير ميول المثليين جنسياً ومزدوجي الميول الجنسية إلى مغايرين جنسياً. يسمى أيضاً بعلاج التحويل، ويتضمن طرقا وتقنيات نفسية وسلوكية لتغيير السلوك الجنسي، التي تكون غالباً مخالفة للتعاليم الدينية والاجتماعية، وقد عمل علماء الجنس والنفس والاجتماع عدة أبحاث بشأن تغيير الميول الجنسية للمثليين والمزدوجي الميول الجنسية إلا أن نتائج هذه الأبحاث لم تكن جيدة، حيث أن الخبراء لم ينجحوا في تحويل الميول الجنسية لأغلب من إشتركوا معهم، وأن هذه الجهود تكون أغلبها بدون نتيجة وتترتب عليها أثار نفسية سيئة بالنسبة للمتعالجين وأن أقصى ما يمكن الوصول إليه هو عدم رغبة ممارسة الجنس بالنسبة للمثليين وهذا لأشخاص إستثنائيين فقط، نتيجة لذلك قامت منظمة معاهد الصحة الوطنية الأمريكية بإزالة المثلية الجنسية من قائمة الأمراض النفسية ونتيجة لذلك ظهرت في الغرب عدة حركات تطالب بحقوق المثليين جنسياً ومزدوجي الميول الجنسية ومساواتهم مع بقية الناس، وحالياً بسبب الأذى النفسي جراء عمليات التغيير الجنسي فهناك ولايات أمريكية تمنع محاولات تغيير الميول الجنسية بالنسبة للقاصرين مثل كاليفورنيا وأوريغون.
تشير مجموعة كبيرة من الأدلة البحثية إلى التوافق ما بين كون المرء مثليًا أو ثنائي الميول الجنسية وتمتعه بصحة نفسية وتكيف اجتماعي طبيعيين. نتيجةً لذلك، لا تشجع المنظمات المهنية الرئيسية المعنية بالصحة النفسية أي فرد بمحاولة تغيير ميوله الجنسية. تُعتبر مثل هذه التدخلات مشبوهةً من الناحية الأخلاقية، إذ يمكن أن تترك أثرًا سلبيًا على الصحة النفسية للأفراد. تشير الملاحظات السريرية والتقارير الذاتية إلى تعرض الأفراد الذين حاولوا تغيير ميولهم الجنسية دون جدوى لضائقة نفسية كبيرة. دفع هذا الأمر المنظمات المتخصصة في مجال الصحة النفسية إلى رفض هذه الجهود الرامية إلى تغيير التوجه الجنسي، إذ اعتمدت جميع هذه المنظمات تقريبًا بيانات سياسية هادفة إلى تحذير المهنيين والعامة من العلاجات الرامية إلى تغيير التوجه الجنسي. تشارك الكلية الملكية للأطباء النفسيين قلق كل من الجمعية الأمريكية للطب النفسي والجمعية الأمريكية لعلم النفس، إذ يعتقدون أن المواقف التي تتبناها بعض الهيئات -كالجمعية الوطنية لأبحاث وعلاج المثلية الجنسية (نارث) في الولايات المتحدة مثلًا- غير مستندة إلى دعائم علمية، ويرون في علاجات المثلية الجنسية المزعومة التي توصي بها هذه الجمعية سببًا في خلق بيئة داعمة للتحيز والتمييز.
تُعتبر الجهود الرامية إلى تغيير التوجه الجنسي موضع جدل بسبب التوترات القائمة بين القيم التي تتبناها بعض المنظمات الدينية اليمينية من جهة والقيم التي تؤمن بها منظمات حقوق مجتمع الميم وغيرها من المنظمات المعنية بحقوق الإنسان والحقوق المدنية جنبًا إلى جنب مع المنظمات الدينية والمهنية والعلمية من جهة أخرى. روج بعض الأفراد والجماعات للفكرة المتمثلة باعتبار المثلية الجنسية عرضًا من أعراض عيوب النمو والفشل الروحي والأخلاقي، الأمر الذي يتعارض مع الأبحاث العلمية العالمية المتفق عليها. زعم هؤلاء الأفراد والجماعات أيضًا أن الجهود الرامية إلى تغيير التوجه الجنسي -بما في ذلك العلاج النفسي والتدخلات الدينية- قادرة على تغيير المشاعر والسلوكيات الجنسية المثلية. تبدو هذه الجهود خطيرةً لأنها تنطوي على وجهة النظر القائلة إن التوجه الجنسي لكل من المثليين والمثليات وثنائيي الميول الجنسية أشبه بمرض أو اضطراب عقلي، إذ غالبًا ما يصورون الفشل في تغيير الفرد لتوجهه الجنسي على أنه فشل شخصي وأخلاقي. يبدو أن العديد من هؤلاء الأفراد والجماعات متورطون في الإطار الأوسع للحركات السياسية الدينية المحافظة التي تدعم وصم المثلية الجنسية على أسس سياسية أو دينية. 

## نبذة تاريخية
تضمنت المحاولات الطبية لتغيير التوجه الجنسي المثلي العديد من العلاجات الجراحية، مثل استئصال الرحم، واستئصال المبيض، واستئصال البظر، والإخصاء، وقطع القناة المنوية، وجراحة العصب الفرجي، والجراحة الفصية. شملت الأساليب المعتمدة على المواد كل من العلاجات الهرمونية، والعلاج بالصدمة الدوائية، والعلاج بالمنشطات والمثبطات الجنسية. اشتملت الأساليب العلاجية الأخرى على العلاج التنفيري، والحد من النفور من الغيرية الجنسية، والعلاج بالصدمات الكهربائية، والعلاج الجماعي، والتنويم المغناطيسي، والتحليل النفسي.

### ريتشارد فون كرافت إيبنج
كان ريتشارد فون كرافت إيبنج طبيبًا نفسيًا ألمانيًا نمساويًا، ويُعتبر أحد مؤسسي علم الجنس. نُشرت أول أعماله المنهجية في علم الأمراض الجنسية في عام 1877 في إحدى مجلات الطب النفسي الألمانية. نُشر عمله المؤثر تحت عنوان الاعتلال النفسي للجنس في عام 1886. نشر كرافت إيبينج نسخًا ألمانيةً موسعةً أخرى، ثم تُرجمت هذه الأعمال إلى عدة لغات. أصبح كرافت إيبينج واحدًا من مناصري النموذج المرضي للمثلية الجنسية.
ناقش كرافت إيبينج في الفصل الرابع من كتابه الاعتلال النفسي للجنس المعنون «علم الأمراض العام» المثلية الجنسية في سياق «التشخيص والإنذار والعلاج من الغريزة الجنسية المضادة». يرى كرافت إيبينج في المثلية الجنسية جذورًا فطريةً أو مكتسبةً، إذ يعتقد أنها قابلة للعلاج في بعض الأحيان من خلال الامتناع عن ممارسة الاستمناء وعلاج العصاب «الناجم عن الظروف غير الصحية للحياة الجنسية»، لكنه يؤمن أن هذه الأساليب غير فعالة إن «لم تتطور الغريزة الجنسية المرضية المضادة إلى حد كبير»، الأمر الذي يعني عدم فعالية هذه الأساليب عندما لا تكون المثلية الجنسية فطريةً. يرى كرافت إيبينج في التنويم المغناطيسي «الوسيلة الوحيدة للخلاص» في معظم الحالات. ذكر كرافت إيبينج أنه لا يعرف سوى حالة واحدة ناجحة للتنويم المغناطيسي الذاتي، لذا يعتقد بضرورة إجراء شخص آخر للتنويم المغناطيسي من أجل تغيير التوجه الجنسي المثلي.
كتب كرافت إيبينج عن هذه الطريقة:  «... يتجسد الهدف من اقتراح العلاج التالي للتنويم المغناطيسي في إزالة الدافع وراء الاستمناء والمشاعر الجنسية المثلية، وتعزيز المشاعر الغيرية الجنسية والإحساس بالرجولة». وصف كرافت إيبينج ثلاث حالات ناجحة من وجهة نظره، إذ كتب أنها «تثبت إمكانية الاستفادة من التنويم المغناطيسي حتى في أخطر حالات الانعكاس الجنسي الخلقي». وفي المقابل، أكد كرافت إيبينج على ضرورة «الدخول في حالة الرباص الناجمة عن التنويم المغناطيسي لتحقيق النتائج الحاسمة وطويلة الأمد». 
رفض كرافت إيبينج الإخصاء بوصفه علاجًا للمثلية الجنسية، ولم يوافق أيضًا على احتجاز المثليين في المصحات باستثناء الحالات التي تنطوي على جرائم جنسية. اعتقد كرافت إيبينج أن العلاجات الناجحة أو الفاشلة للمثلية الجنسية لم تثبت شيئًا عن أسبابها. دافع كرافت إيبينج عن حق المرضى في تلقي مثل هذه العلاجات، لكنه انتقد الاعتراضات الموجهة ضد العلاج الطبي للمثلية الجنسية، بما في ذلك الاتهامات بعدم فعالية هذه العلاجات وإتاحتها للفرصة أمام «الأشخاص الفاسدين للترويج لانحرافاتهم». يعتقد كرافت إيبينج أنه ينبغي على الأطباء تقديم مثل هذه العلاج إن طُلب منهم ذلك. 
اختتم كرافت إيبينج نقاشه حول طرق علاج المثلية الجنسية بطرحه لملاحظة: «يشعر المريض بالرضا التام في معظم الحالات التي تنطوي على تغيير توجهه الجنسي إلى محايد جنسيًا، وبذلك تكون المهارات الطبية قد قدمت خدمةً رائعةً لكل من المجتمع والفرد نفسه». أضاف كرافت إيبينج للإصدارات اللاحقة من كتابه الاعتلال النفسي للجنس سيرًا ذاتيةً لمثليي الجنس الذين أوضحوا أنهم لا يرغبون في تغيير توجههم الجنسي.